# Carex elgonensis
Carex elgonensis är en halvgräsart som beskrevs av Ernest Nelmes. Carex elgonensis ingår i släktet starrar, och familjen halvgräs. Inga underarter finns listade i Catalogue of Life.